# 풀리아·칼라브리아의 작위

남부 이탈리아

풀리아와 칼라브리아 공작 및 백작위의 명단은 11세기에서 12세기 남부 이탈리아의 아풀리아와 칼라브리아의 노르만족 계열 직위를 말한다. 노르망디 출신의 윌리엄 (굴리엘모 무쇠팔)을 시작으로 남부 이탈리아에 정착한 이들은 강력한 공국을 세우고 교황령과 신성로마제국, 비잔티움 제국과 경쟁하였다.

## 풀리아와 칼라브리아 백작위
- 굴리엘모 무쇠팔 1042년-1046년
- 드로고 (오트빌) 1046년-1051년
- 윙프레 (오트빌) 1051년-1057년
- 로베르토 기스카르 1057년-1059년

## 풀리아와 칼라브리아 공작위
- 로베르토 기스카르 1059년-1085년
- 루지에로 부르사 1085년-1111년
- 굴리엘모 2세 1111년-1127년

1127년에 공작위는 시칠리아 왕국으로 넘어갔음.
- 루지에로 2세 1127년-1134년, 시칠리아 왕 역임 (1130년-1154년)
- 루지에로 3세 1134년-1148년, 루지에로 2세의 아들
  - 라인눌포 2세, 알리페의 공작 1137년-1139년, 교황 인노첸시오 2세와 로타르 3세의 대리인
- 굴리엘모 1세 1148년-1154년, 시칠리아의 왕 역임 (1154년-1166년)
- 루지에로 4세 1154년-1161년, son of previous

루지에로 4세의 죽음 이후 잠시 공백.
- 보에몽 1181년
- 루지에로 5세 1189년-1193년